# Anton Flešár
Anton Flešár (8. května 1944 Stropkov – 11. dubna 2024 Košice) byl slovenský fotbalový brankář, československý reprezentant.

## Fotbalová kariéra
Účastník mistrovství světa roku 1970 v Mexiku, byť jakožto třetí gólman na šampionátu nenastoupil. V československé reprezentaci sehrál 2 zápasy (přátelská utkání s NDR a Lucemburskem). V československé lize nastoupil v 218 utkáních a dal 1 gól. Většinu své kariéry strávil v klubu Lokomotíva Košice, hrál za ni v letech 1967–1979. Svůj největší úspěch si ovšem připsal během vojenské služby v Dukle Praha, s níž získal roku 1966 mistrovský titul. S Lokomotívou vybojoval v roce 1977 československý pohár. Za juniorskou reprezentaci Československa nastoupil ve 2 utkáních.

## Ligová bilance
| Ročník                                        | Zápasy | Góly | Klub              |
| --------------------------------------------- | ------ | ---- | ----------------- |
| 1. československá fotbalová liga 1966/1967    | 17     | 0    | Lokomotíva Košice |
| 1. československá fotbalová liga 1967/1968    | 10     | 0    | Lokomotíva Košice |
| 1. československá fotbalová liga 1968/1969    | 23     | 0    | Lokomotíva Košice |
| 1. československá fotbalová liga 1969/1970    | 30     | 0    | Lokomotíva Košice |
| 1. československá fotbalová liga 1970/1971    | 30     | 1    | Lokomotíva Košice |
| 1. československá fotbalová liga 1971/1972    | 30     | 0    | Lokomotíva Košice |
| 1. československá fotbalová liga 1972/1973    | 30     | 0    | Lokomotíva Košice |
| 1. československá fotbalová liga 1973/1974    | 30     | 0    | Lokomotíva Košice |
| 2. československá fotbalová liga 1974/1975    | -      | 0    | Lokomotíva Košice |
| 1. československá fotbalová liga 1975/1976    | 15     | 0    | Lokomotíva Košice |
| 1. československá fotbalová liga 1976/1977    | 3      | 0    | Lokomotíva Košice |
| 1. slovenská národní fotbalová liga 1979/1980 | -      | 0    | VSŽ Košice        |
| 1. slovenská národní fotbalová liga 1980/1981 | -      | 0    | VSŽ Košice        |
| 1. slovenská národní fotbalová liga 1981/1982 | 26     | 0    | VSŽ Košice        |
| 1. slovenská národní fotbalová liga 1982/1983 | 13     | 0    | VSŽ Košice        |
| CELKEM 1. československá liga                 | 218    | 1    |                   |